# Desmatodon
Genre
Desmatodon  est un genre éteint de reptiliomorphes de la famille des Diadectidae. Avec des fossiles datant de la fin du Carbonifère découverts en Pennsylvanie, Colorado et au Nouveau-Mexique aux États-Unis, Desmatodon est le plus ancien diadectidé connu. Deux espèces sont actuellement connues, l'espèce type, Desmatodon hollandi, et D. hesperis.

## Description
Des restes de Desmatodon ont été trouvés dans la formation Glenshaw (d) en Pennsylvanie, la formation de Sangre de Cristo (d) dans le Colorado et la formation de Cutler (d) au Nouveau-Mexique. Le genre est connu surtout à partir de dents et des portions de crânes. Les molaires étaient robustes et spatulées avec plusieurs cuspides sur leurs surfaces. Les deux espèces se distinguent par la répartition des dents dans les mâchoires. D. hesperis avait les dents serrées en D. hollandi largement espacées. Chez les deux espèces, la mâchoire inférieure est allongée et possède une crête qui peut avoir servi à fixer les muscles aidant à mâcher les végétaux. Certains spécimens sont considérés comme appartenant à des individus jeunes car les dents sont sans facettes d'usure.

## Paléobiologie
Comme la plupart des autres diadectidés, Desmatodon était un herbivore terrestre qui consommait des plantes riches en fibres. Des dents incisiformes saillantes et un long tube digestif a peut-être permis à l'animal de consommer et de digérer efficacement les végétaux. Étant le plus ancien diadectidé, le Desmatodon est aussi le vertébré herbivore terrestre le plus ancien connu.

## Liste d'espèces
Selon Paleobiology Database (1 février 2021) :
- Desmatodon hesperis Vaughn, 1969
- Desmatodon hollandi Case, 1908 - espèce type